# 堀田正養

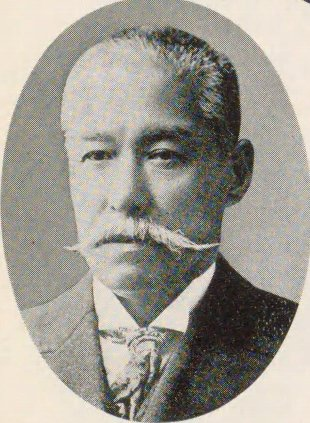
堀田正養

堀田 正養（ほった まさやす、嘉永元年2月28日（1848年4月1日） - 明治44年（1911年）5月9日）は、幕末の大名、明治期の政治家、華族。位階は従三位。堀田家宗家11代目の当主で、近江宮川藩の第9代（最後）藩主、同藩初代知藩事（最後）、貴族院議員、逓信大臣（第1次西園寺内閣）、筑豊興業鉄道社長などを歴任。
子に錫（堀田正亨子爵夫人）、娘（五島盛光子爵夫人）。

## 経歴
出羽亀田藩主・岩城隆喜の九男。正室は堀田正誠の娘。幼名は三四郎、駒之助。文久3年（1863年）7月4日、養父・正誠の死去により、末期養子として家督を相続した。同年7月21日、将軍・徳川家茂に拝謁する。同年11月26日、従五位下・豊前守に叙任する。後に出羽守、豊前守に改める。元治元年（1864年）7月、大坂加番を命じられる。
慶応4年（1868年）2月16日、新政府から一時的に領地を没収される。領地は近江彦根藩の管理となる。同年3月2日、新政府から謹慎を命じられる。同年4月22日、上洛する。明治2年（1869年）6月23日、版籍奉還により宮川藩知事となる。明治4年（1871年）7月14日、廃藩置県により免官される。同年9月、東京に移住した。
明治11年（1878年）12月、東京府会議員選挙に際し、浅草区から出馬、当選する。明治12年（1879年）3月、府会副議長に就任する。明治13年（1880年）1月、東京府赤坂区長に就任した。明治14年（1881年）6月下谷区長、8月深川区長に転じた。明治17年（1884年）7月8日、子爵になる。明治22年（1889年）2月27日、免職となる。明治23年（1890年）7月10日、貴族院議員に選ばれる。研究会に所属し、連続して3期にわたって議員に選ばれた。明治41年（1908年）3月25日、第一次西園寺公望内閣の逓信大臣に就任。滋賀県初の大臣となった。同年7月西園寺内閣総辞職にともなって退任する。だが、堀田の入閣は研究会の事実上の指導者であった清浦奎吾の進める超然主義路線を否認するものであるとの非難を受け、明治42年（1909年）4月17日、所属していた研究会を除名される。明治44年（1911年）5月9日、64歳で死去した。

## 家族
父母
- 岩城隆喜（実父）
- 堀田正誠（養父）

妻
- 堀田銀 ー 堀田正誠の娘

子女
- 堀田錫 ー 子爵堀田正亨夫人
- 堀田善子 ー 子爵五島盛光夫人

養子
- 堀田正亨 ー 高木正坦の長男

## 銅像
- 秋田県生まれの初の大臣となったことから銅像が作られ、亀田城の佐藤八十八美術館内で展示されている[3]。